# Little Cressingham
Little Cressingham is een civil parish in het bestuurlijke gebied Breckland, in het Engelse graafschap Norfolk met 157 inwoners.

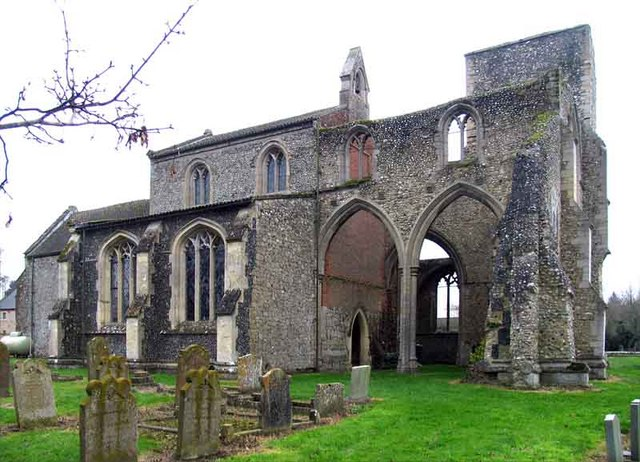
Kerk van St Andrew